# The Good Mothers
The Good Mothers è una serie serie televisiva italiana del 2023 diretta da Julian Jarrold ed Elisa Amoruso. Adattamento dell'omonimo romanzo di Alex Perry e basato su fatti realmente accaduti. Ha vinto la prima edizione del Berlinale Series Award.
La serie è stata resa disponibile a partire dal 5 aprile 2023 a livello internazionale su Disney+ e su Hulu negli Stati Uniti.

## Trama
La storia si svolge nel 2010 e ha inizio con la sparizione di Lea Garofalo, che aveva scelto di abbandonare la 'Ndrangheta insieme alla figlia Denise.
In Calabria, Anna Colace, magistrato che combatte i clan mafiosi, elabora una nuova tattica per distruggere il dominio delle cosche coinvolgendo le donne nell'azione di giustizia e indebolendo così la gerarchia dell'organizzazione. Una tattica che fa affidamento sulle donne e le porta a tradire i propri parenti, nella speranza di una vita migliore per loro e i loro figli.

## Episodi
| Stagione       | Episodi | Pubblicazione |
| -------------- | ------- | ------------- |
| Prima stagione | 6       | 2023          |

## Personaggi e interpreti

### Principali
- Denise Cosco, interpretata da Gaia Girace. 
 È la figlia di Carlo Cosco e di Lea Garofalo.
- Giuseppina Pesce, interpretata da Valentina Bellè. 
 È la figlia di Salvatore Pesce che deciderà di collaborare con la Colace quando verrà arrestata.
- Anna Colace, interpretata da Barbara Chichiarelli. 
 È il sostituto procuratore della direzione distrettuale antimafia di Reggio Calabria che sta indagando sui clan calabresi.
- Carlo Cosco, interpretato da Francesco Colella. 
 È il marito ‘ndranghetista di Lea Garofalo nonché padre di Denise.
- Maria Concetta Cacciola, interpretata da Simona Distefano. 
 È la migliore amica di Giuseppina Pesce.
- Carmine Venturino, interpretato da Andrea Dodero. 
 È uno degli uomini fidati di Carlo Cosco che ha modo di frequentare Denise.
- Lea Garofalo, interpretata da Micaela Ramazzotti. 
 È la moglie di Carlo Cosco il quale la farà sparire dopo che la donna era stata una testimone per alcuni anni.
- Dalia, interpretata da Monica Guerritore. 
 È un avvocato che ha seguito Lea Garofalo prima e Denise poi.

### Secondari
- Angela Palaia, interpretata da Giulia Dragotto. È la figlia di Rocco Palaia e di Giuseppina Pesce.
- Vito Cosco, interpretato da Saverio Malara.
- Zia Marisa, interpretata da Alessandra Roca. È la zia di Denise da parte di madre.
- Gaetano Pesce, interpretato da Francesco Brighel.
- Beatrice, interpretata da Nika Perrone. È la collaboratrice di Anna Colace.
- Elisea Palaia, interpretata da Lara Ciriolo. È una delle figlie di Giuseppina Pesce.
- Procuratore Pullieri, interpretato da Roberto Citran. È il superiore di Anna Colace.
- Ciccio Pesce, interpretato da Marco Zingaro. È il nipote prediletto di Salvatore Pesce nonché cugino di Giusy che lo farà arrestare.
- Giuseppe Cosco, interpretato da Pietro Bontempo. È il fratello di Carlo.
- Anna Cacciola, interpretata da Anna Ferruzzo. È la madre di Concetta.
- Alfonso Figliuzzi, interpretato da Vincenzo Oppedisano. È uno dei figli di Concetta Cacciola.
- Angela Palaia, interpretata da Anita Kravos. È la sorella di Rocco nonché cognata di Giuseppina Pesce.
- Tania Figliuzzi, interpretata da Nicole Sorace. È la figlia di Concetta Cacciola.
- Emilio, interpretato da Kevin Magrì.
- Enrico, interpretato da Andrea Riso. È l’amante di Giuseppina Pesce.
- Giuseppe Cacciola, interpretato da Riccardo Floris. È il fratello di Concetta.
- Cugina di Denise, interpretata da Silvia Guerrieri.
- Zia Renata, interpretata da Daniela D'Agostino. È la moglie di Giuseppe Cosco che vive a Milano.
- Edoardo, interpretato da Luigi Iacuzio.
- Antonio, interpretato da Gabriele Pio Panetta.
- Maresciallo Perti, interpretato da Stefano Fregni. È il carabiniere che si occupa di interrogare Denise dopo la scomparsa della madre.

- Michele Cacciola, interpretato da Nicola Rignanese. È il padre violento di Concetta.
- Massimo Sabatino, interpretato da Vincenzo Scuruchi. È l’uomo mandato da Carlo Cosco in Molise ad uccidere Lea nel 2009.
- Avvocato dei Pesce, interpretato da Maurizio Bologna.
- Salvatore Pesce, interpretato da Adriano Chiaramida. È il capofamiglia dei Pesce, padre di Giusy e Ciccio.
- PM Bianchi, interpretato da Mario Russo. È un collega di Anna Colace.
- Denise bambina, interpretata da Keira Cherubini.
- Vincenzo, interpretato da Gianfranco Quero.
- Guardia anziana, interpretata da Sandra Pellegrino.
- Marzia Pirrone, interpretata da Barbara Folchitto. È l’avvocato che ha difeso Lea Garofalo nei suoi sei anni da testimone sotto protezione.
- Carabiniere, interpretata da Alessandra Aulicino.
- Fratello di Angela, interpretato da Giannmaria Cauteruccio.
- Sofia, interpretata da Tullia Pagano. È un ufficiale dell'antimafia che collabora con il maresciallo Perti.
- Angela Ferraro, interpretato da Rosalba Bologna.
- Proprietario Caffè, interpretato da Maurizio Jiritano.
- Clara Maria, interpretata da Anna Baggetta.
- Rocco Palaia, interpretato da Claudio Camilli. È il marito di Giuseppina Pesce, da tempo in carcere.
- Umberto Bellocco, interpretato da Giuseppe Piromalli.
- Bruno, interpretato da Antonio Sgrò.
- Madre di Francesco, interpretata da Maria Teresa Guzzo.
- Procuratore Nazionale, interpretato da Giovanni Moschella.
- Giuseppina Bonarrigo, interpretata da Anna D'Alfonso.
- Pietro, interpretato da Vincenzo Iantorno. È l’amante di Concetta Cacciola.
- Rosalba Figliuzzi, interpretata da Lara Fiengo. È la figlia di Concetta Cacciola.
- Francesco, interpretato da Nicolas Spanti.

## Produzione
Il 16 febbraio 2021, Disney+ ha annunciato la serie come uno dei primi original europei. La serie è prodotta da Juliette Howell e Tessa Ross per House Productions e Mario Gianani e Lorenzo Gangarossa per Wildside. È scritta dal vincitore del BAFTA Stephen Butchard ed è basata sul libro del giornalista Alex Perry, a sua volta basato su una storia vera.

## Distribuzione
Il 21 febbraio 2023, è stata presentata in anteprima internazionale al Festival di Berlino 2023, dove sono stati mostrati i primi 2 episodi.
È stata resa il 5 aprile 2023 a livello internazionale sulla piattaforma streaming Disney+ e su Hulu negli Stati Uniti.

## Riconoscimenti
- 2023, Berlinale Series Award[5]